# Bruine visuil
De bruine visuil (Ketupa zeylonensis) is een vogel uit de familie der Strigidae (Uilen)

## Verspreiding en leefgebied
Deze soort komt voor van het Midden-Oosten tot Zuidoost-Azië en telt 4 ondersoorten:
- Ketupa zeylonensis semenowi: van het Midden-Oosten tot noordwestelijk India.
- Ketupa zeylonensis leschenaulti: van India via Myanmar tot westelijk Thailand.
- Ketupa zeylonensis zeylonensis: Sri Lanka.
- Ketupa zeylonensis orientalis: van noordoostelijk Myanmar tot zuidoostelijk China, Indochina en Maleisië.